# اصلاح مالیاتی
اصلاح مالیاتی (به انگلیسی: Tax reform) فرایند تغییر روش جمع‌آوری یا مدیریت مالیات‌ها توسط دولت است و معمولاً برای بهبود اداره مالیات یا ارائه مزایای اقتصادی یا اجتماعی انجام می‌شود. اصلاحات مالیاتی می‌تواند شامل کاهش سطح مالیات همه افراد توسط دولت، تغییر نحوه مالیات‌گیری به مالیات پیش‌رونده یا کمتر پیش‌رونده، یا ساده‌سازی نظام مالیاتی یا قابل فهم تر یا پاسخگوتر کردن آن نظام باشد.
سازمان‌های متعددی برای اصلاح نظام‌های مالیاتی در سرتاسر جهان راه‌اندازی شده‌اند. این سازمان‌ها اغلب به دنبال هدف اصلاح مالیات بر درآمد یا مالیات بر ارزش افزوده و تغییر آن به چیزی که از نظر اقتصادی آزادتر (لیبرال) تلقی می‌شود هستند. اصلاحات دیگر نظام‌های مالیاتی را پیشنهاد می‌کنند که سعی در مقابله با اثرات خارجی دارند. گاهی پیشنهاد می‌شود که چنین اصلاحاتی از نظر درآمدی خنثی باشند به این معنی که نباید منجر به دریافت مالیات بیشتر یا کمتر شوند. ایدئولوژی جورجیسم ادعا می‌کند که اشکال مختلف مالیات بر ارزش زمین می‌تواند هم با اثرات خارجی مقابله کند و هم بهره‌وری را بهبود بخشد.

## انتخاب مالیاتی
انتخاب مالیاتی این نظریه است که مالیات دهندگان باید کنترل بیشتری بر نحوه تخصیص مالیات‌های فردی خود داشته باشند. اگر مالیات دهندگان بتوانند انتخاب کنند که کدام سازمان دولتی مالیات خود را دریافت می‌کند، تصمیمات هزینه فرصت دانش جزئی آنها را بهبود و یکپارچه می‌سازد. به عنوان مثال، مالیات دهندگانی که مالیات بیشتری را به آموزش عمومی و دولتی اختصاص می‌دهد، کمتر به مراقبت‌های بهداشتی عمومی مالیات خود را اختصاص خواهند داد. حامیان انتخاب مالیاتی استدلال می‌کنند که اجازه دادن به مالیات دهندگان برای نشان دادن ترجیحات خود در مالیات به تضمین موفقیت دولت در تولید کارآمد کالاهای عمومی که مالیات دهندگان واقعاً برایشان ارزش قائل اند، کمک می‌کند.